# Menophra scalaria
Menophra scalaria là một loài bướm đêm trong họ Geometridae.